# Persone di nome Danielle
| Questa pagina contiene informazioni ricavate automaticamente dalle voci biografiche con l'ausilio del template Bio e di un bot. L'aggiornamento è periodico e automatico e ricostruisce completamente la pagina. Se manca una persona in questa lista, sei pregato di non aggiungerla, ma accertati piuttosto che la sua voce biografica contenga il template Bio e che i dati anagrafici siano correttamente compilati. Se il template Bio manca, inseriscilo tu stesso o, in alternativa, metti l'avviso {{tmp\|Bio}} che ne segnala la mancanza. Se i dati riportati sono sbagliati, correggi direttamente la voce biografica; le modifiche saranno visibili in questa lista entro pochi giorni. Per chiarimenti vedi il progetto antroponimi. La lista contiene solo le 92 persone che sono citate nell'enciclopedia e per le quali è stato implementato correttamente il template Bio. Pagina aggiornata al 16 ott 2024. |

Questa è una lista di persone presenti nell'enciclopedia che hanno il prenome Danielle, suddivise per attività principale.

## Altiste(1)
- Danielle Frenkel, altista israeliana (n. 1987)

## Atlete paralimpiche(1)
- Danielle Aitchison, atleta paralimpica neozelandese (Morrinsville, n. 2001)

## Attrici(22)
- Danielle Bisutti, attrice, cantante e doppiatrice statunitense (Los Angeles, n. 1976)
- Danielle Brooks, attrice, cantante e doppiatrice statunitense (North Augusta, n. 1989)
- Danielle Campbell, attrice statunitense (Chicago, n. 1995)
- Danielle Chuchran, attrice statunitense (Upland, n. 1993)
- Danielle Ciardi, attrice statunitense (Denville, n. 1976)
- Danielle Cormack, attrice neozelandese (Wellington, n. 1970)
- Danielle Darrieux, attrice francese (Bordeaux, n. 1917 - Bois-le-Roi, † 2017)
- Danielle De Metz, attrice francese (Parigi, n. 1938)
- Danielle Deadwyler, attrice e produttrice cinematografica statunitense (Atlanta, n. 1982)
- Danielle DuClos, attrice statunitense (n. 1974)
- Danielle Ferland, attrice e cantante statunitense (Derby, n. 1971)
- Danielle Fishel, attrice e regista televisiva statunitense (Mesa, n. 1981)
- Danielle Harris, attrice e doppiatrice statunitense (Oyster Bay, n. 1977)
- Danielle Macdonald, attrice australiana (Sydney, n. 1991)
- Danielle Morrow, attrice statunitense (Westlake Village, n. 1993)
- Danielle Nicolet, attrice statunitense (Ashtabula, n. 1973)
- Danielle Panabaker, attrice e regista statunitense (Augusta, n. 1987)
- Danielle Rose Russell, attrice statunitense (Pequannock, n. 1999)
- Danielle Sapia, attrice statunitense (Contra Costa, n. 1972)
- Danielle Savre, attrice, cantante e ballerina statunitense (Simi Valley, n. 1988)
- Danielle Wiener, attrice e doppiatrice statunitense (Los Angeles, n. 1986)
- Danielle Winits, attrice, danzatrice e cantante brasiliana (Rio de Janeiro, n. 1973)

## Attrici pornografiche(1)
- A.J. Applegate, ex attrice pornografica statunitense (Massapequa, n. 1989)

## Autrici di videogiochi(1)
- Danielle Bunten Berry, autrice di videogiochi statunitense (Saint Louis, n. 1949 - Little Rock, † 1998)

## Calciatrici(4)
- Danielle Carter, calciatrice britannica (n. 1993)
- Danielle Cox, calciatrice inglese (Keighley, n. 1992)
- Danielle Maxwell, calciatrice nordirlandese (n. 2002)
- Danielle Turner, calciatrice inglese (Warrington, n. 1991)

## Canoiste(1)
- Danielle Woodward, ex canoista australiana (Melbourne, n. 1965)

## Cantanti(1)
- Danielle Bradbery, cantante statunitense (Houston, n. 1996)

## Cantautrici(5)
- Danielle Brisebois, cantautrice, attrice e polistrumentista statunitense (Brooklyn, n. 1969)
- DaniLeigh, cantautrice e ballerina statunitense (Miami, n. 1994)
- Dannii Minogue, cantautrice, attrice e personaggio televisivo australiana (Melbourne, n. 1971)
- Danielle Peck, cantautrice statunitense (Jacksonville, n. 1978)
- Dani Wilde, cantautrice e chitarrista britannica (Wiltshire, n. 1985)

## Cestiste(11)
- Danielle Adams, cestista statunitense (Kansas City, n. 1989)
- Danielle Dewandeler, ex cestista belga (Berchem-Sainte-Agathe, n. 1959)
- Danielle Green, ex cestista statunitense (Filadelfia, n. 1986)
- Danielle Hamilton-Carter, cestista svedese (Stoccolma, n. 1990)
- Danielle McCray, cestista statunitense (Boynton Beach, n. 1987)
- Danielle McCulley, ex cestista statunitense (Gary, n. 1975)
- Danielle Page, ex cestista e allenatrice di pallacanestro statunitense (Colorado Springs, n. 1986)
- Danielle Peter, cestista francese (Mulhouse, n. 1946 - Mulhouse, † 1981)
- Danielle Robinson, cestista statunitense (San Jose, n. 1989)
- Danielle Thourot, ex cestista francese (n. 1940)
- Danielle Viglione, ex cestista e allenatrice di pallacanestro statunitense (Sacramento, n. 1975)

## Danzatrici(1)
- Danielle Polanco, ballerina e coreografa statunitense (New York, n. 1985)

## First lady(1)
- Danielle Mitterrand, first lady francese (Verdun, n. 1924 - Parigi, † 2011)

## Giocatori di football americano(1)
- Danielle Hunter, giocatore di football americano statunitense (St. Catherine, n. 1994)

## Golfiste(1)
- Danielle Kang, golfista statunitense (San Francisco, n. 1992)

## Hockeiste su ghiaccio(1)
- Danielle Goyette, ex hockeista su ghiaccio canadese (n. 1966)

## Modelle(6)
- Danielle Evans, modella statunitense (Little Rock, n. 1985)
- Danielle Hayes, modella neozelandese (Kawerau, n. 1991)
- Danielle Jones, modella trinidadiana (n. 1978)
- Riley Keough, modella e attrice statunitense (Los Angeles, n. 1989)
- Danielle Lloyd, modella britannica (Liverpool, n. 1983)
- Dani Mathers, modella statunitense (Tarzana, n. 1987)

## Musiciste(1)
- Danielle Dax, musicista inglese (Southend-on-Sea, n. 1958)

## Nuotatrici(2)
- Danielle Dorris, nuotatrice canadese (Fredericton, n. 2002)
- Danielle Hill, nuotatrice irlandese (Belfast, n. 1999)

## Ostacoliste(2)
- Danielle Carruthers, ex ostacolista statunitense (Paducah, n. 1979)
- Danielle Williams, ostacolista giamaicana (Saint Andrew, n. 1992)

## Pallanuotiste(1)
- Danielle Woodhouse, ex pallanuotista australiana (Perth, n. 1969)

## Pallavoliste(5)
- Danielle Barton, pallavolista statunitense (n. 1999)
- Danielle Cuttino, pallavolista statunitense (Indianapolis, n. 1996)
- Danielle Harbin, pallavolista statunitense (Mobile, n. 1995)
- Danielle Lins, pallavolista brasiliana (Recife, n. 1985)
- Danielle Scott, pallavolista statunitense (Baton Rouge, n. 1972)

## Partigiane(1)
- Danielle Casanova, partigiana e politica francese (Ajaccio, n. 1909 - Auschwitz, † 1943)

## Pesiste(1)
- Danielle Madam, pesista e conduttrice televisiva italiana (Douala, n. 1997)

## Pistard(1)
- Danielle Rowe, ex pistard e ciclista su strada britannica (Southampton, n. 1990)

## Politiche(2)
- Danielle Mazzonis, politica italiana (n. 1940)
- Danielle Rowley, politica britannica (Dalkeith, n. 1990)

## Rapper(2)
- 070 Shake, rapper e cantautrice statunitense (North Bergen, n. 1997)
- Bhad Bhabie, rapper e personaggio televisivo statunitense (Boynton Beach, n. 2003)

## Registe(1)
- Danielle Arbid, regista e sceneggiatrice libanese (Beirut, n. 1970)

## Rugbiste a 15(1)
- Danielle Waterman, rugbista a 15 e allenatrice di rugby a 15 britannica (Taunton, n. 1985)

## Sciatrici alpine(2)
- Danielle Bird, ex sciatrice alpina canadese (n. 1980)
- Danielle Poleschuk, ex sciatrice alpina e sciatrice freestyle canadese (Winnipeg, n. 1986)

## Sciatrici freestyle(1)
- Danielle Scott, sciatrice freestyle australiana (Sydney, n. 1990)

## Scrittrici(2)
- Danielle Collobert, scrittrice francese (Rostrenen, n. 1940 - Parigi, † 1978)
- Danielle Steel, scrittrice statunitense (New York, n. 1947)

## Soprani(1)
- Danielle de Niese, soprano australiano (Melbourne, n. 1979)

## Tenniste(2)
- Danielle Collins, tennista statunitense (St. Petersburg, n. 1993)
- Danielle Lao, tennista statunitense (Pasadena, n. 1991)

## Velociste(2)
- Danielle Browning, ex velocista giamaicana (n. 1981)
- Danielle Perpoli, ex velocista italiana (Melbourne, n. 1968)

## Wrestler(3)
- Vanessa Borne, wrestler statunitense (Scottsdale, n. 1988)
- Willow Nightingale, wrestler statunitense (North Valley Stream, n. 1994)
- Summer Rae, wrestler e modella statunitense (Manhasset, n. 1983)